# King África
King África, bürgerlich Alan Duffy, (* 31. Oktober 1971 in Buenos Aires) ist ein argentinischer Sänger mit britischen Wurzeln. Vor allem in Lateinamerika und Spanien ist er für seine Tanzmusik und seine einzigartige und intensive Stimme bekannt. Seinen größten Erfolg erreichte er 2000 mit dem ursprünglich von Azul Azul stammenden bolivianischen Song La Bomba.

## Diskografie
- 1998: King Africa Remix
- 1998: El Africano
- 1998: Al Palo
- 1999: Animal (ES: ×4Vierfachplatin )
- 2000: Grandes Exitos
- 2001: La Bamba
- 2001: Pachanga (ES: Gold)
- 2001: The Party Album
- 2002: Energia
- 2003: Buena Onda
- 2012: Partido
- 2015: El Cocodrilo

## Auszeichnungen für Musikverkäufe
| Goldene Schallplatte - Belgien - 2000: für die Single La bomba - Frankreich - 2000: für die Single La bomba - Italien - 2023: für die Single La bomba - Niederlande - 2000: für die Single La bomba |

| Land/RegionAuszeichnungen für Musikverkäufe (Land/Region, Auszeichnungen, Verkäufe, Quellen) | Gold     | Platin     | Verkäufe | Quellen             |
| -------------------------------------------------------------------------------------------- | -------- | ---------- | -------- | ------------------- |
| Belgien (BRMA)                                                                               | Gold1    | —          | 25.000   | ultratop.be         |
| Frankreich (SNEP)                                                                            | Gold1    | —          | 250.000  | infodisc.fr         |
| Italien (FIMI)                                                                               | Gold1    | —          | 50.000   | fimi.it             |
| Niederlande (NVPI)                                                                           | Gold1    | —          | 40.000   | nvpi.nl             |
| Spanien (Promusicae)                                                                         | Gold1    | 4× Platin4 | 450.000  | elportaldemusica.es |
| Insgesamt                                                                                    | 5× Gold5 | 4× Platin4 |          |                     |